# Антохори
Антохори или Цакнохор (на гръцки: Ανθοχώρι, Антохори, катаревуса: Ανθοχώριον, Антохорион, до 1954 година Τσακνοχώρι, Цакнохори, катаревуса Τσακνοχώριον, Цакнохорион) е село в Южна Македония, Гърция, дем Горуша (Войо), област Западна Македония.

## География
Селото е разположено на 670 m надморска височина, в областта Населица на около 15 km югозападно от Неаполи (Ляпчища) и около 5 km южно от Цотили.

## История

### В Османската империя
В османските данъчни регистри от средата на XV век Чакинхор е споменато с 34 семейства на Йорг, Драгослав, Стоян, Никола, Васил, Никола, Новак, Гон, Димитри, Кирк, Стайо, Никола, Михо, Михо, Брайо, Джико, Манол, Никола, Михо, Радоя, Никола, Алекса, Самдовит (?), Мано, Стайо, Тодор и Дабижив. Общият приход за империята от селото е 2120 акчета.
В края на XIX век Цакнохор е цялостно гръкоезично, но конфесионално смесено село в Населишка каза на Османската империя. Според Васил Кънчов в 1900 в Цакиохоръ живеят 260 гърци мохамедани и 100 гърци християни.
На Етнографската карта на Битолския вилает на Картографския институт в София от 1901 година Чакнохор е смесено село гърци, турци и помаци (гърци мохамедани) в казата Населица на Серфидженския санджак със 72 къщи.
В началото на XX век християнската част от селото е под върховенството на Цариградската патриаршия. По данни на секретаря на Българската екзархия Димитър Мишев („La Macédoine et sa Population Chrétienne“) в Tzaknohor има 100 гърци патриаршисти.
Според статистика на Серфидженския санджак на гръцкото консулство в Еласона от 1904 година в Цакнохори (Τσακνώχορι), Населишка каза, живеят 200 валахади и 200 гърци християни.

### В Гърция
През Балканската война в 1912 година в селото влизат гръцки части и след Междусъюзническата в 1913 година остава в Гърция.
Гробищната църква на Цакнохори „Свети Дух“, за която се смята, че е била от византийско време, е разрушена в 1914 година и на нейно място е издигнат нов храм.
Мюсюлманското му население се изселва в Турция и на негово място в 20-те години са заселени гърци бежанци. В 1928 година Цакнохори е представено като смесено местно-бежанско село с 23 бежански семейства и 83 души бежанци. В 1954 година името на селото е сменено на Антохорион.
Населението традиционно произвежда жито, тютюн и други земеделски продукти, като се занимава и със скотовъдство.
| Година    | 1913 | 1920 | 1928 | 1940 | 1951 | 1961 | 1971 | 1981 | 1991 | 2001 | 2011 | 2021 |
| --------- | ---- | ---- | ---- | ---- | ---- | ---- | ---- | ---- | ---- | ---- | ---- | ---- |
| Население | 415  | 354  | 292  | 358  | 162  | 176  | 143  | 138  | 111  | 108  | 98   | 53   |

## Личности
Родени в Антохори
- Климент Главиницки (1882 – 1942), български духовник
- Стерьо Яни от гревенското село Цакнохор, грък, православен, арестуван преди април 1904 година, обвинен, че „бил водач и им показвал пътя на Аргир и Васил, които събирали пари за оръжие и муниции с цел да се наруши порядъкът“, осъден от Първостепенния съд в Серфидже на 3 години затвор, лежал в Серфидженския затвор, амнистиран с общата амнистия от 12 април 1904 година[11]